# Niederblecher

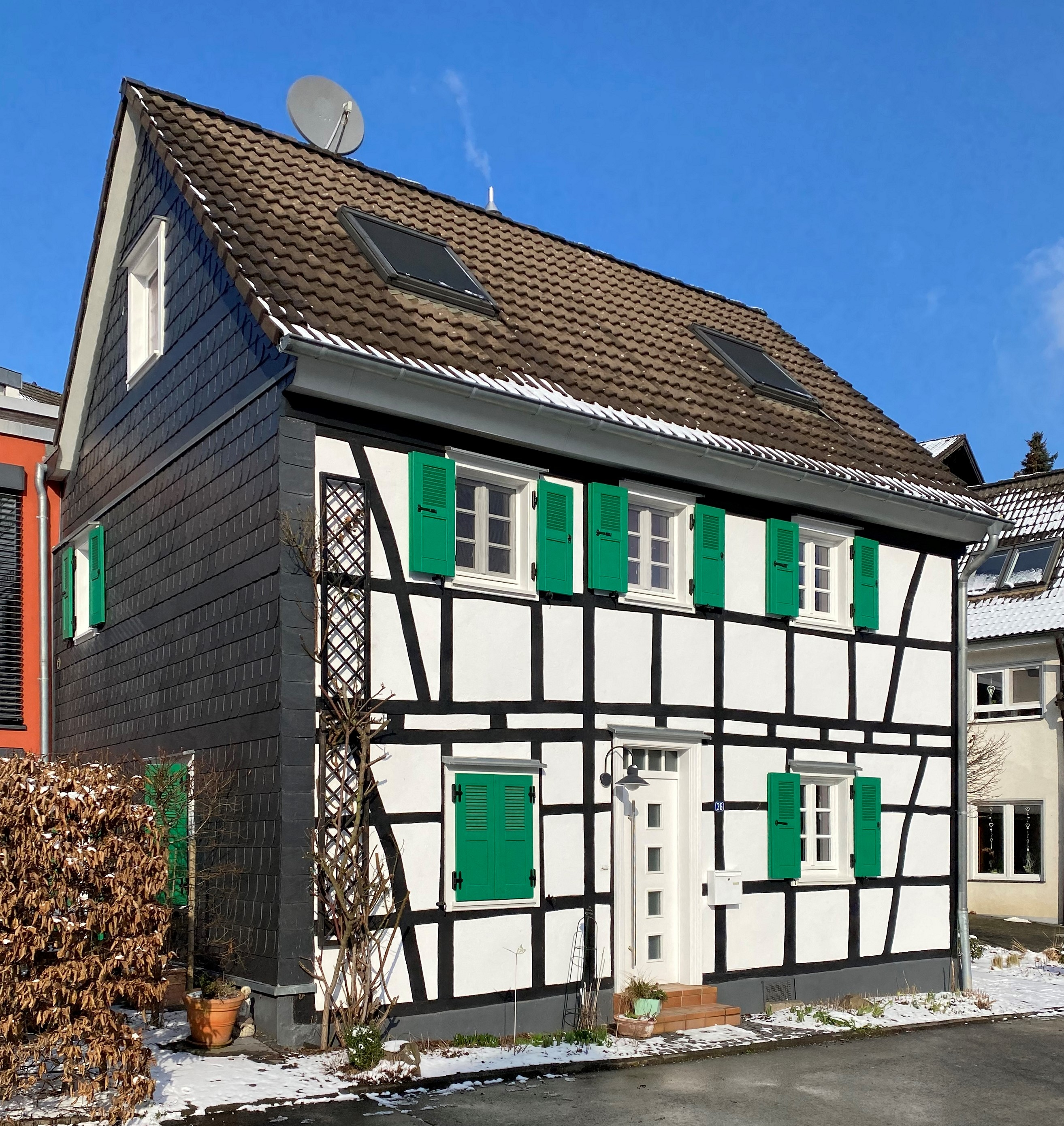
Fachwerkhaus Niederblecher 36

Niederblecher ist ein Ortsteil im Stadtteil Steinbüchel des Stadtbezirks III der kreisfreien Stadt Leverkusen in Nordrhein-Westfalen. Der Ort liegt an der Grenze Leverkusens zu Burscheid und auf einer Höhe von etwa 190 Metern ü. NN.

## Geschichte
Niederblecher wurde gemeinsam mit den Ortschaften Blechersiefen und Ropenstall urkundlich erstmals 1264 erwähnt.
Im Zweiten Weltkrieg sind fielen beim Luftangriff vom 5. Juni 1940 in Niederblecher die ersten Bombentoten Leverkusens.

## Infrastruktur
An Niederblecher vorbei führt die Berliner Straße als B 51. In östlicher Richtung führt die Straße direkt zur vier Kilometer entfernten Anschlussstelle Burscheid der A 1.
An den öffentlichen Personennahverkehr ist Niederblecher über drei Buslinien an den Haltestellen Blechersiefen und Schnorrenberg angeschlossen, die tagsüber  stündlich nach Schlebusch, Köln und Remscheid verkehren. Im fünf Kilometer entfernten Leverkusen-Schlebusch besteht Anschluss an die S-Bahn nach Köln und Düsseldorf.
Die Ortschaft besteht aus zwei Straßen, die beide den Namen der Ortschaft tragen. Problematisch war bis in die 1990er-Jahre die Hausnummernvergabe, die in der Reihenfolge der Erbauung erfolgte. Durch die Voranstellung eines „A“ entstanden teilweise verwirrende Hausnummerierungen. Heute sind die Häuser von Osten her aufsteigend durchnummeriert.